# Осока лускоплода
Осока лускоплода, осока лускоплідна (Carex lepidocarpa) — вид рослин з родини осокових (Cyperaceae), поширений у Марокко, Європі, східній Канаді.

## Опис
Багаторічна рослина 15–50 см заввишки. Чоловік колосок на довгій ніжці (1.5–2 см завдовжки). Жіночі колоски овальні або овально-довгасті, як правило, розставлені. Мішечки 3.5–4.5 мм довжиною.

## Поширення
Поширений у Марокко, Європі, східній Канаді.
В Україні вид зростає на сирих торф'янистих луках, окрайцях низинних і перехідних боліт — Лівобережне Полісся і Лівобережний Лісостеп.